# Acid o-toluic
Acidul o-toluic sau 2-metilhidroxibenzoic este un compus organic, un acid carboxilic aromatic cu formula chimică (CH3)C6H4(COOH). Este izomer cu acidul m-toluic și p-toluic.

## Obținere
Acidul o-toluic este obținut în urma reacției de oxidare a o-xilenului cu acid azotic.